# Borja Iglesias
Borja Iglesias Quintás (ur. 17 stycznia 1993 w Santiago de Compostela) – hiszpański piłkarz występujący na pozycji napastnika, reprezentant Hiszpanii.